# Philip Ahn
Philip Ahn (ur. 29 marca 1905, zm. 28 lutego 1978) – amerykański aktor koreańskiego pochodzenia.

## Życiorys
Urodzony jako Pil Lip Ahn w Highland Park w Kalifornii. Jego rodzice przybyli do Stanów Zjednoczonych trzy lata wcześniej. Jego ojciec – Ahn Chang-ho, był znanym działaczem na rzecz niepodległości Korei w okresie kolonialnym.
Z aktorstwem zetknął się przypadkowo, kiedy jako uczeń szkoły średniej odwiedził plan filmowy Złodzieja z Bagdadu. Reżyser filmu Douglas Fairbanks zaproponował mu próbne zdjęcia, na co jednak nie zgodziła się matka Philipa. Po ukończeniu szkoły średniej, w 1923 rozpoczął pracę na plantacji ryżu, która należała do „Akademii Młodych Koreańczyków” – organizacji społecznej działającej na terenie USA i mającej na celu przygotowywanie koreańskich imigrantów do życia w Korei po zrzuceniu zwierzchnictwa Japonii. W 1934 rozpoczął studia na Uniwersytecie Południowej Kalifornii oraz zaczął uczęszczać na kursy aktorskie. Jeszcze w tym samym roku wystąpił w sztuce teatralnej Merrily We Roll Along. Rok później filmem A Scream in the Night zadebiutował w kinie. W okresie przedwojennym zagrał m.in. w Żółty skarb (1936), Pasażerka na gapę (1936), gdzie partnerował Shirley Temple oraz Córa Szanghaju (z Anną May Wong) z 1937 i Król Chinatown z 1939 oraz kilku innych filmach, których akcja na ogół rozgrywała się lub ocierała o środowisko ludzi żółtoskórych.
Podczas II wojny światowej grywał Japończyków w licznie tworzonych w Hollywood filmach propagandowych. Przez krótki okres służył w armii, ale został z niej zwolniony z powodu kontuzji nogi. Powrócił do zawodu aktora. Po wojnie występował u tak znanych reżyserów jak: Henry King, Michael Anderson, George Roy Hill, Lewis Milestone. W 1966 partnerował Elvisowi Presleyowi w komedii Podrap mnie w plecy. Pojawiał się również na szklanym ekranie. Do najbardziej znanych jego telewizyjnych kreacji można zaliczyć rolę „mistrza” w serialu Kung-fu. Gościnnie pojawił się również w kilku odcinkach serialu M*A*S*H i Bonanza.
Przez niemal całe swoje życie był aktywistą społecznym. W latach studenckich działał w kilku organizacjach studenckich. Podczas wojny w Wietnamie pod egidą USO (United Service Organizations) odwiedzał amerykańskich żołnierzy w Wietnamie Południowym. Był aktywnie zaangażowany w życie społeczności koreańskiej w Los Angeles.
Posiada gwiazdę w hollywoodzkiej alei gwiazd (nr 6205) i był pierwszym w historii azjatyckim aktorem, który taką gwiazdę otrzymał.

## Wybrana filmografia
- 1936 – Ziemia błogosławiona
- 1936 – Żółty skarb
- 1936 – Pasażerka na gapę
- 1937 – Córa Szanghaju
- 1939 – Król Chinatown
- 1942 – Submarine Raider
- 1945 – Powrót do Bataan
- 1949 – Impact
- 1950 – Przeklęte wzgórza
- 1954 – Jego królewska mość O'Keefe
- 1955 – Miłość jest wspaniała
- 1955 – Lewa ręka Pana Boga
- 1956 – W 80 dni dookoła świata
- 1959 – Tak niewielu
- 1959 – Wczorajszy wróg
- 1960-64 – Bonanza
- 1961 – Dwa oblicza zemsty
- 1966 – Podrap mnie w plecy
- 1966-67 – Człowiek z U.N.C.L.E.
- 1967 – Na wskroś nowoczesna Millie
- 1967 – Karate Killers
- 1968 – Hawaii Five-O: Cocoon
- 1972-75 – Kung-fu
- 1976-77 – M*A*S*H